# اوپاتوویتسه ای
اوپاتوویتسه ای (به چکی: Opatovice I) یک منطقهٔ مسکونی در جمهوری چک است که در ناحیه کوتنا هورا واقع شده‌است. اوپاتوویتسه ای ۶٫۳۳ کیلومتر مربع مساحت و ۱۱۹ نفر جمعیت دارد و ۴۰۵ متر بالاتر از سطح دریا واقع شده‌است.